# Marat Safin
Marat Michailovitsj Safin (Russisch: Марат Михайлович Сафин) (Moskou, 27 januari 1980) is een voormalig Russisch tennisser. Hij begon zijn professionele carrière in 1997. De bijnaam Mad Marat heeft hij te danken aan zijn licht ontvlambare karakter. Hij is de broer van de voormalige nummer 1 van de wereld bij de vrouwen Dinara Safina.

## Levensloop
Marat Safin werd geboren in Moskou maar genoot een groot deel van zijn tennisopleiding in Spanje.
Hij is een Russische moslim en van Tataarse afkomst (een volk dat onder meer in Rusland en Oezbekistan woont). Hij draagt ook bijna iedere wedstrijd een ketting met daarop een 'Aya' (vers) uit de Koran.
Safin won in zijn carrière twee grandslamtoernooien, de US Open 2000, door in de finale Pete Sampras in straight sets te verslaan, en de Australian Open in 2005 door thuisspeler Lleyton Hewitt in vier sets te verslaan. Ook op andere baansoorten kon hij goed uit de voeten, daar hij ook op Roland Garros en Wimbledon de halve finales wist te bereiken.
In 2000 won hij liefst acht toernooien en werd hij tegen het einde van het seizoen ook nummer een van de wereld, maar blessureleed gooide een verdere carrière grotendeels in het water. Hij maakte begin 2009 bekend dat hij nog één seizoen door zou gaan met tennissen. Op het ATP-toernooi van Parijs op 11 november 2009 sloot Safin zijn profcarrière in het tennis af toen hij in de tweede ronde van Juan Martín del Potro verloor.
In 2016 werd Marat Safin opgenomen in de internationale Tennis Hall of Fame.

## Palmares
| Legenda                       | Legenda               |
| ----------------------------- | --------------------- |
| Grand Slam                    |                       |
| Olympische Spelen             |                       |
| tot 2009                      | vanaf 2009            |
| Tennis Masters Cup            | ATP Finals            |
| ATP Masters Series            | ATP Tour Masters 1000 |
| ATP International Series Gold | ATP Tour 500          |
| ATP International Series      | ATP Tour 250          |

### Enkelspel
| Nr.              | Datum             | Toernooi            | Ondergrond    | Tegenstander in finale | Score                     | Details |
| ---------------- | ----------------- | ------------------- | ------------- | ---------------------- | ------------------------- | ------- |
| Gewonnen finales |                   |                     |               |                        |                           |         |
| 1.               | 29 augustus 1999  | ATP Boston          | Hardcourt     | Greg Rusedski          | 6-4, 7-611                | Details |
| 2.               | 30 april 2000     | ATP Barcelona       | Gravel        | Juan Carlos Ferrero    | 6-3, 6-3, 6-4             | Details |
| 3.               | 7 mei 2000        | ATP Mallorca        | Gravel        | Mikael Tillström       | 6-4, 6-3                  | Details |
| 4.               | 6 augustus 2000   | ATP Toronto         | Hardcourt     | Harel Levy             | 6-2, 6-3                  | Details |
| 5.               | 10 september 2000 | US Open             | Hardcourt     | Pete Sampras           | 6-4, 6-3, 6-3             | Details |
| 6.               | 17 september 2000 | ATP Tasjkent        | Harcourt      | Davide Sanguinetti     | 6-3, 6-4                  | Details |
| 7.               | 12 november 2000  | ATP Sint-Petersburg | Hardcourt     | Dominik Hrbatý         | 2-6, 6-4, 6-4             | Details |
| 8.               | 19 november 2000  | ATP Parijs          | Tapijt        | Mark Philippoussis     | 3-6, 7-67, 6-4, 3-6, 7-68 | Details |
| 9.               | 16 september 2001 | ATP Tasjkent        | Hardcourt     | Jevgeni Kafelnikov     | 6-2, 6-2                  | Details |
| 10.              | 28 oktober 2001   | ATP Sint Petersburg | Hardcourt     | Rainer Schüttler       | 3-6, 6-3, 6-3             | Details |
| 11.              | 3 november 2002   | ATP Parijs          | Tapijt        | Lleyton Hewitt         | 7-64, 6-0, 6-4            | Details |
| 12.              | 19 september 2004 | ATP Peking          | Hardcourt     | Michail Joezjny        | 7-64, 7-5                 | Details |
| 13.              | 24 oktober 2004   | ATP Madrid          | Hardcourt     | David Nalbandian       | 6-2, 6-4, 6-3             | Details |
| 14.              | 7 november 2004   | ATP Parijs          | Tapijt        | Radek Štěpánek         | 6-3, 7-65, 6-3            | Details |
| 15.              | 30 januari 2005   | Australian Open     | Hardcourt     | Lleyton Hewitt         | 1-6, 6-3, 6-4, 6-4        | Details |
| Verloren finales |                   |                     |               |                        |                           |         |
| 1.               | 7 november 1999   | ATP Parijs          | Tapijt (i)    | Andre Agassi           | 6–71, 2–6, 6–4, 4–6       | Details |
| 2.               | 21 mei 2000       | ATP Hamburg         | Gravel        | Gustavo Kuerten        | 4–6, 7–5, 4–6, 7–5, 6–73  | Details |
| 3.               | 20 augustus 2000  | ATP Indianapolis    | Hardcourt     | Gustavo Kuerten        | 6–3, 6–72–, 6–72          | Details |
| 4.               | 4 februari 2001   | ATP Dubai           | Hardcourt     | Juan Carlos Ferrero    | 2–6, 3–6                  | Details |
| 5.               | 27 januari 2002   | Australian Open     | Hardcourt     | Thomas Johansson       | 6–3, 4–6, 4–6, 6–74       | Details |
| 6.               | 19 mei 2002       | ATP Hamburg         | Gravel        | Roger Federer          | 1–6, 3–6, 4–6             | Details |
| 7.               | 27 april 2003     | ATP Barcelona       | Gravel        | Carlos Moyà            | 7–5, 2–6, 2–6, 0–3 opgave | Details |
| 8.               | 1 februari 2004   | Australian Open     | Hardcourt     | Roger Federer          | 6–73, 4–6, 2–6            | Details |
| 9.               | 18 april 2004     | ATP Estoril         | Gravel        | Juan Ignacio Chela     | 7–62, 3–6, 3–6            | Details |
| 10.              | 12 juni 2005      | ATP Halle           | Gras          | Roger Federer          | 4–6, 7–66, 4–6            | Details |
| 11.              | 9 oktober 2006    | ATP Moskou          | Hardcourt (i) | Nikolaj Davydenko      | 4–6, 7–5, 4–6             | Details |
| 12.              | 4 oktober 2008    | ATP Moskou          | Hardcourt (i) | Igor Koenitsyn         | 6–76, 7–64, 3–6           | Details |

### Dubbelspel
| Nr.                           | Datum            | Toernooi           | Ondergrond    | Partner           | Tegenstanders in finale            | Score          | Details |
| ----------------------------- | ---------------- | ------------------ | ------------- | ----------------- | ---------------------------------- | -------------- | ------- |
| Gewonnen finales heren dubbel |                  |                    |               |                   |                                    |                |         |
| 1.                            | 15 juli 2001     | ATP Gstaad         | Clay          | Roger Federer     | Michael Hill Jeff Tarango          | 0–1, opgave    | Details |
| 2.                            | 14 oktober 2007  | ATP Moskou         | Tapijt (i)    | Dmitri Toersoenov | Tomáš Cibulec Lovro Zovko          | 6–4, 6–2       | Details |
| Verloren finales heren dubbel |                  |                    |               |                   |                                    |                |         |
| 1.                            | 14 november 1999 | ATP Moskou         | Carpet        | Andrej Medvedev   | Justin Gimelstob Daniel Vacek      | 6–2, 6–1       | Details |
| 2.                            | 28 oktober 2001  | ATP St. Petersburg | Hardcourt (i) | Irakli Labadze    | Denis Golovanov Jevgeni Kafelnikov | 7–5, 6–4       | Details |
| 3.                            | 27 oktober 2002  | ATP St. Petersburg | Hardcourt (i) | Irakli Labadze    | David Adams Jared Palmer           | 7–68, 6–3      | Details |
| 4.                            | 12 juni 2005     | ATP Halle          | Gras          | Joachim Johansson | Yves Allegro Roger Federer         | 7–5, 6–76, 6–3 | Details |

## Prestatietabel
| Legenda | Legenda                          |
| ------- | -------------------------------- |
| g.t.    | geen toernooi gehouden           |
| l.c.    | lagere categorie                 |
| –       | niet deelgenomen                 |
| G       | uitgeschakeld in de groepsfase   |
| 1R      | uitgeschakeld in de eerste ronde |
| 2R      | uitgeschakeld in de tweede ronde |
| 3R      | uitgeschakeld in de derde ronde  |
| 4R      | uitgeschakeld in de vierde ronde |
| KF      | uitgeschakeld in de kwartfinale  |
| HF      | uitgeschakeld in de halve finale |
| F       | de finale verloren               |
| W       | het toernooi gewonnen            |
| w-v     | winst/verlies-balans             |

### Prestatietabel enkelspel
| Grandslamtoernooien                                                                 |                   |                   |                   |                   |                   |                   |                   |                   |                   |                   |                   |                   |                  |                      |                      |                      |
| Australian Open                                                                     | –                 | –                 | 3R                | 1R                | 4R                | F                 | 3R                | F                 | W                 | –                 | 3R                | 2R                | 3R               | 1 / 10               | 31-8                 |                      |
| Roland Garros                                                                       | –                 | 4R                | 4R                | KF                | 3R                | HF                | –                 | 4R                | 4R                | 1R                | 2R                | 2R                | 2R               | 0 / 11               | 26-11                |                      |
| Wimbledon                                                                           | –                 | 1R                | –                 | 2R                | KF                | 2R                | –                 | 1R                | 3R                | 2R                | 3R                | HF                | 1R               | 0 / 10               | 16-10                |                      |
| US Open                                                                             | –                 | 4R                | 2R                | W                 | HF                | 2R                | –                 | 1R                | –                 | 4R                | 2R                | 2R                | 1R               | 1 / 10               | 22-9                 |                      |
| Winst-verlies                                                                       | 0-0               | 6-3               | 6-3               | 12-3              | 14-4              | 13-4              | 2-0               | 9-4               | 12-2              | 4-3               | 6-4               | 8-4               | 3-4              | 2 / 41               | 95-38                |                      |
| Tennis Masters Cup                                                                  |                   |                   |                   |                   |                   |                   |                   |                   |                   |                   |                   |                   |                  |                      |                      |                      |
| Masters Cup                                                                         | –                 | –                 | –                 | HF                | –                 | RR                | –                 | HF                | –                 | –                 | –                 | –                 | –                | 0 / 3                | 4-7                  |                      |
| Olympische Spelen                                                                   |                   |                   |                   |                   |                   |                   |                   |                   |                   |                   |                   |                   |                  |                      |                      |                      |
| Olympische Spelen                                                                   | geen toernooi     | geen toernooi     | geen toernooi     | 1R                | geen toernooi     | geen toernooi     | geen toernooi     | 2R                | geen toernooi     | geen toernooi     | geen toernooi     | –                 | g.t.             | 0 / 2                | 1-2                  |                      |
| Tennis Masters Series / ATP Masters Series / ATP Masters 1000                       |                   |                   |                   |                   |                   |                   |                   |                   |                   |                   |                   |                   |                  |                      |                      |                      |
| Indian Wells                                                                        | –                 | –                 | 3R                | 2R                | 1R                | 3R                | 3R                | 3R                | 3R                | 4R                | 2R                | 1R                | 3R               | 0 / 11               | 13-11                |                      |
| Miami                                                                               | –                 | –                 | 4R                | 2R                | 2R                | KF                | 2R                | 2R                | 3R                | 1R                | 2R                | 1R                | 3R               | 0 / 11               | 7-11                 |                      |
| Monte Carlo                                                                         | –                 | –                 | 1R                | 1R                | 1R                | KF                | –                 | HF                | 3R                | 1R                | 2R                | 2R                | 2R               | 0 / 10               | 12-10                |                      |
| Rome                                                                                | –                 | –                 | 2R                | 2R                | 2R                | 2R                | –                 | 3R                | 2R                | 2R                | 2R                | 1R                | 1R               | 0 / 10               | 9-10                 |                      |
| Stuttgart Indoor                                                                    | –                 | –                 | 2R                | 3R                | 2R                | geen toernooi     | geen toernooi     | geen toernooi     | geen toernooi     | geen toernooi     | geen toernooi     | geen toernooi     | geen toernooi    | 0 / 3                | 2-3                  |                      |
| Madrid                                                                              | geen toernooi     | geen toernooi     | geen toernooi     | geen toernooi     | geen toernooi     | 2R                | –                 | W                 | –                 | KF                | 1R                | –                 | 1R               | 1 / 5                | 8-4                  |                      |
| Montréal/Toronto                                                                    | –                 | –                 | –                 | W                 | 1R                | KF                | –                 | 1R                | –                 | 1R                | 2R                | 2R                | 1R               | 1 / 8                | 11-7                 |                      |
| Cincinnati                                                                          | –                 | –                 | 1R                | 3R                | 1R                | 1R                | –                 | KF                | KF                | 1R                | 1R                | 1R                | 2R               | 0 / 10               | 9-10                 |                      |
| Shanghai                                                                            | Geen Masters 1000 | Geen Masters 1000 | Geen Masters 1000 | Geen Masters 1000 | Geen Masters 1000 | Geen Masters 1000 | Geen Masters 1000 | Geen Masters 1000 | Geen Masters 1000 | Geen Masters 1000 | Geen Masters 1000 | Geen Masters 1000 | 2R               | 0 / 1                | 1-1                  |                      |
| Parijs                                                                              | –                 | –                 | F                 | W                 | 3R                | W                 | –                 | W                 | –                 | KF                | –                 | 1R                | 2R               | 3 / 8                | 24-5                 |                      |
| Hamburg                                                                             | –                 | –                 | 2R                | F                 | 2R                | F                 | –                 | 3R                | 2R                | 1R                | 2R                | 3R                | l.c.             | 0 / 9                | 18-9                 |                      |
| Winst-verlies                                                                       | 0-0               | 0-0               | 12-8              | 21-7              | 3-9               | 22-8              | 2-2               | 22-7              | 9-6               | 9-9               | 4-8               | 4-8               | 6-9              | 5 / 86               | 114-81               |                      |
| ATP Championship Series / ATP International Series Gold / ATP World Tour 500 series |                   |                   |                   |                   |                   |                   |                   |                   |                   |                   |                   |                   |                  |                      |                      |                      |
| Barcelona                                                                           | –                 | 3R                | 2R                | W                 | –                 | –                 | F                 | –                 | 2R                | –                 | 1R                | –                 | 1R               | 1 / 7                | 13-6                 |                      |
| Dubai                                                                               | lagere categorie  | lagere categorie  | lagere categorie  | lagere categorie  | F                 | –                 | 2R                | 1R                | 1R                | 2R                | –                 | –                 | 1R               | 0 / 6                | 6-6                  |                      |
| Indianapolis                                                                        | –                 | –                 | –                 | F                 | HF                | –                 | –                 | lagere categorie  | lagere categorie  | lagere categorie  | lagere categorie  | lagere categorie  | lagere categorie | 0 / 2                | 7-2                  |                      |
| Kitzbühel                                                                           | lagere categorie  | lagere categorie  | 2R                | 2R                | –                 | –                 | –                 | –                 | –                 | –                 | –                 | –                 | l.c.             | 0 / 2                | 0-2                  |                      |
| Londen Indoor                                                                       | g.t.              | –                 | –                 | 1R                | geen toernooi     | geen toernooi     | geen toernooi     | geen toernooi     | geen toernooi     | geen toernooi     | geen toernooi     | geen toernooi     | geen toernooi    | 0 / 1                | 0-1                  |                      |
| Memphis                                                                             | –                 | –                 | –                 | –                 | –                 | –                 | –                 | –                 | –                 | –                 | –                 | 1R                | –                | 0 / 1                | 0-1                  |                      |
| New Haven                                                                           | –                 | 1R                | geen toernooi     | geen toernooi     | geen toernooi     | geen toernooi     | geen toernooi     | geen toernooi     | geen toernooi     | geen toernooi     | geen toernooi     | geen toernooi     | geen toernooi    | 0 / 1                | 0-1                  |                      |
| Peking                                                                              | l.c.              | geen toernooi     | geen toernooi     | geen toernooi     | geen toernooi     | geen toernooi     | geen toernooi     | lagere categorie  | lagere categorie  | lagere categorie  | lagere categorie  | lagere categorie  | KF               | 0 / 1                | 2-1                  |                      |
| Philadelphia                                                                        | –                 | 2R                | geen toernooi     | geen toernooi     | geen toernooi     | geen toernooi     | geen toernooi     | geen toernooi     | geen toernooi     | geen toernooi     | geen toernooi     | geen toernooi     | geen toernooi    | 0 / 1                | 1-1                  |                      |
| Rotterdam                                                                           | lagere categorie  | lagere categorie  | HF                | 1R                | 1R                | 2R                | 2R                | –                 | –                 | –                 | –                 | –                 | –                | 0 / 5                | 5-5                  |                      |
| Stuttgart Outdoor                                                                   | –                 | 1R                | 1R                | 2R                | –                 | l.c.              | –                 | –                 | –                 | –                 | –                 | –                 | –                | 0 / 3                | 1-3                  |                      |
| Wenen                                                                               | –                 | –                 | 2R                | 1R                | –                 | –                 | –                 | –                 | –                 | –                 | –                 | –                 | l.c.             | 0 / 2                | 1-2                  |                      |
| Washington                                                                          | –                 | –                 | 3R                | –                 | –                 | –                 | lagere categorie  | lagere categorie  | lagere categorie  | lagere categorie  | lagere categorie  | lagere categorie  | lagere categorie | 0 / 1                | 1-1                  |                      |
| Winst-verlies                                                                       | 0-0               | 3-5               | 6-6               | 11-6              | 7-3               | 1-1               | 6-3               | 0-1               | 0-2               | 1-1               | 0-1               | 0-1               | 2-3              | 1 / 33               | 37-32                |                      |
| ATP World Series / ATP International Series / ATP World Tour 250 series             |                   |                   |                   |                   |                   |                   |                   |                   |                   |                   |                   |                   |                  |                      |                      |                      |
| Amsterdam                                                                           | –                 | 1R                | HF                | –                 | –                 | geen toernooi     | geen toernooi     | geen toernooi     | geen toernooi     | geen toernooi     | geen toernooi     | geen toernooi     | geen toernooi    | 0 / 2                | 3-2                  |                      |
| Auckland                                                                            | –                 | –                 | 2R                | –                 | –                 | 2R                | –                 | –                 | –                 | –                 | –                 | –                 | –                | 0 / 1                | 2-2                  |                      |
| Båstad                                                                              | –                 | 2R                | –                 | –                 | –                 | –                 | –                 | –                 | –                 | –                 | –                 | 2R                | 1R               | 0 / 3                | 2-3                  |                      |
| Bangkok                                                                             | geen toernooi     | geen toernooi     | geen toernooi     | geen toernooi     | geen toernooi     | geen toernooi     | –                 | HF                | –                 | HF                | –                 | 1R                | 2R               | 0 / 4                | 7-4                  |                      |
| Bazel                                                                               | –                 | –                 | 1R                | –                 | –                 | –                 | –                 | –                 | –                 | –                 | –                 | –                 | –                | 0 / 1                | 0-1                  |                      |
| Boston                                                                              | –                 | –                 | W                 | geen toernooi     | geen toernooi     | geen toernooi     | geen toernooi     | geen toernooi     | geen toernooi     | geen toernooi     | geen toernooi     | geen toernooi     | geen toernooi    | 1 / 1                | 5-0                  |                      |
| Doha                                                                                | –                 | –                 | 1R                | –                 | –                 | –                 | –                 | –                 | –                 | –                 | –                 | –                 | –                | 0 / 1                | 0-1                  |                      |
| Estoril                                                                             | –                 | –                 | 1R                | –                 | –                 | KF                | –                 | F                 | –                 | 2R                | –                 | –                 | –                | 0 / 4                | 7-4                  |                      |
| Gstaad                                                                              | –                 | –                 | –                 | –                 | 1R                | –                 | –                 | –                 | –                 | –                 | –                 | –                 | –                | 0 / 1                | 0-1                  |                      |
| Halle                                                                               | –                 | –                 | –                 | –                 | –                 | –                 | –                 | 1R                | F                 | 2R                | –                 | –                 | –                | 0 / 3                | 5-3                  |                      |
| Hongkong                                                                            | –                 | –                 | –                 | –                 | 2R                | 2R                | geen toernooi     | geen toernooi     | geen toernooi     | geen toernooi     | geen toernooi     | geen toernooi     | geen toernooi    | 0 / 2                | 2-2                  |                      |
| Indianapolis                                                                        | hogere categorie  | hogere categorie  | hogere categorie  | hogere categorie  | hogere categorie  | hogere categorie  | –                 | –                 | –                 | 2R                | –                 | –                 | –                | 0 / 1                | 0-1                  |                      |
| Kitzbühel                                                                           | –                 | 2R                | hogere categorie  | hogere categorie  | hogere categorie  | hogere categorie  | hogere categorie  | hogere categorie  | hogere categorie  | hogere categorie  | hogere categorie  | –                 | l.c.             | 0 / 1                | 0-1                  |                      |
| Kopenhagen                                                                          | –                 | –                 | –                 | HF                | –                 | –                 | –                 | geen toernooi     | geen toernooi     | geen toernooi     | geen toernooi     | geen toernooi     | geen toernooi    | 0 / 1                | 3-1                  |                      |
| Las Vegas                                                                           | geen toernooi     | geen toernooi     | geen toernooi     | geen toernooi     | geen toernooi     | geen toernooi     | geen toernooi     | geen toernooi     | geen toernooi     | –                 | HF                | 1R                | g.t.             | 0 / 2                | 3-2                  |                      |
| Londen                                                                              | –                 | –                 | –                 | KF                | 3R                | –                 | –                 | –                 | –                 | –                 | 3R                | 2R                | –                | 0 / 4                | 5-4                  |                      |
| Long Island                                                                         | –                 | HF                | –                 | –                 | –                 | –                 | –                 | –                 | geen toernooi     | geen toernooi     | geen toernooi     | geen toernooi     | geen toernooi    | 0 / 1                | 3-1                  |                      |
| Los Angeles                                                                         | –                 | –                 | –                 | –                 | 2R                | –                 | 1R                | –                 | –                 | 2R                | KF                | KF                | KF               | 0 / 6                | 8-6                  |                      |
| Lyon                                                                                | –                 | –                 | 2R                | –                 | HF                | KF                | 1R                | –                 | –                 | 1R                | –                 | –                 | –                | 0 / 5                | 5-5                  |                      |
| Mallorca                                                                            | g.t.              | 1R                | –                 | W                 | –                 | –                 | geen toernooi     | geen toernooi     | geen toernooi     | geen toernooi     | geen toernooi     | geen toernooi     | geen toernooi    | 1 / 2                | 5-1                  |                      |
| Marseille                                                                           | –                 | –                 | 1R                | 1R                | –                 | –                 | –                 | 2R                | –                 | –                 | –                 | –                 | 1R               | 0 / 4                | 1-4                  |                      |
| Metz                                                                                | geen toernooi     | geen toernooi     | geen toernooi     | geen toernooi     | geen toernooi     | geen toernooi     | –                 | –                 | –                 | 2R                | –                 | –                 | –                | 0 / 1                | 1-1                  |                      |
| Milaan                                                                              | –                 | geen toernooi     | geen toernooi     | geen toernooi     | KF                | –                 | –                 | –                 | –                 | geen toernooi     | geen toernooi     | geen toernooi     | geen toernooi    | 0 / 1                | 2-1                  |                      |
| Moskou                                                                              | 1R                | 1R                | 1R                | HF                | 2R                | HF                | 1R                | 2R                | –                 | F                 | 2R                | F                 | 2R               | 0 / 12               | 17-12                |                      |
| München                                                                             | –                 | –                 | –                 | –                 | –                 | –                 | –                 | –                 | –                 | –                 | –                 | KF                | –                | 0 / 1                | 2-1                  |                      |
| Ostrava                                                                             | –                 | 2R                | geen toernooi     | geen toernooi     | geen toernooi     | geen toernooi     | geen toernooi     | geen toernooi     | geen toernooi     | geen toernooi     | geen toernooi     | geen toernooi     | geen toernooi    | 0 / 1                | 1-1                  |                      |
| Praag                                                                               | –                 | –                 | 1R                | geen toernooi     | geen toernooi     | geen toernooi     | geen toernooi     | geen toernooi     | geen toernooi     | geen toernooi     | geen toernooi     | geen toernooi     | geen toernooi    | 0 / 1                | 0-1                  |                      |
| Peking                                                                              | –                 | geen toernooi     | geen toernooi     | geen toernooi     | geen toernooi     | geen toernooi     | geen toernooi     | W                 | –                 | –                 | –                 | –                 | h.c.             | 1 / 1                | 5-0                  |                      |
| San José                                                                            | –                 | –                 | –                 | –                 | –                 | –                 | –                 | –                 | –                 | –                 | KF                | –                 | –                | 0 / 1                | 2-1                  |                      |
| San Marino                                                                          | –                 | 1R                | –                 | –                 | geen toernooi     | geen toernooi     | geen toernooi     | geen toernooi     | geen toernooi     | geen toernooi     | geen toernooi     | geen toernooi     | geen toernooi    | 0 / 1                | 0-1                  |                      |
| Sint-Petersburg                                                                     | –                 | –                 | HF                | W                 | W                 | 2R                | 1R                | KF                | –                 | –                 | –                 | 2R                | HF               | 2 / 8                | 20-6                 |                      |
| Sopot                                                                               | geen toernooi     | geen toernooi     | geen toernooi     | geen toernooi     | geen toernooi     | geen toernooi     | geen toernooi     | 2R                | –                 | –                 | –                 | geen toernooi     | geen toernooi    | 0 / 1                | 1-1                  |                      |
| Sydney                                                                              | –                 | –                 | –                 | 1R                | –                 | –                 | KF                | –                 | –                 | –                 | –                 | –                 | –                | 0 / 2                | 2-1                  |                      |
| Tasjkent                                                                            | –                 | KF                | 1R                | W                 | W                 | KF                | geen toernooi     | geen toernooi     | geen toernooi     | geen toernooi     | geen toernooi     | geen toernooi     | geen toernooi    | 2 / 5                | 14-3                 |                      |
| Toulouse                                                                            | –                 | –                 | 1R                | –                 | –                 | geen toernooi     | geen toernooi     | geen toernooi     | geen toernooi     | geen toernooi     | geen toernooi     | geen toernooi     | geen toernooi    | 0 / 1                | 0-1                  |                      |
| Valencia                                                                            | geen toernooi     | geen toernooi     | geen toernooi     | geen toernooi     | geen toernooi     | geen toernooi     | 1R                | –                 | –                 | HF                | –                 | 2R                | –                | 0 / 3                | 4-3                  |                      |
| Washington                                                                          | hogere categorie  | hogere categorie  | hogere categorie  | hogere categorie  | hogere categorie  | hogere categorie  | –                 | –                 | –                 | HF                | KF                | 1R                | –                | 0 / 3                | 6-3                  |                      |
| Winst-verlies                                                                       | 0-1               | 7-8               | 12-12             | 23-5              | 19-7              | 12-7              | 2-5               | 17-7              | 4-1               | 18-10             | 11-6              | 11-10             | 7-6              | 7 / 94               | 143-86               |                      |
| Davis Cup                                                                           |                   |                   |                   |                   |                   |                   |                   |                   |                   |                   |                   |                   |                  |                      |                      |                      |
| Davis Cup                                                                           | –                 | 1-2               | 3-3               | 1-2               | 0-2               | 6-1               | –                 | 1-1               | 2-0               | 3-2               | 2-1               | 1-1               | 1-0              | 1 / 11               | 21-15                |                      |
| World Team Cup                                                                      |                   |                   |                   |                   |                   |                   |                   |                   |                   |                   |                   |                   |                  |                      |                      |                      |
| World Team Cup                                                                      | –                 | –                 | –                 | 3-1               | 2-2               | 2-2               | –                 | –                 | –                 | –                 | –                 | –                 | –                | 0 / 3                | 7-5                  |                      |
| Carrière statistieken                                                               |                   |                   |                   |                   |                   |                   |                   |                   |                   |                   |                   |                   |                  |                      |                      |                      |
| ATP Toernooien gespeeld                                                             | 1                 | 17                | 31                | 32                | 27                | 24                | 12                | 25                | 13                | 24                | 20                | 24                | 23               | Carrière totaal: 273 | Carrière totaal: 273 | Carrière totaal: 273 |
| ATP Finales                                                                         | 0                 | 0                 | 2                 | 9                 | 3                 | 3                 | 1                 | 5                 | 2                 | 1                 | 0                 | 1                 | 0                | Carrière totaal: 27  | Carrière totaal: 27  | Carrière totaal: 27  |
| Totaal aantal titels                                                                | 0                 | 0                 | 1                 | 7                 | 2                 | 1                 | 0                 | 3                 | 1                 | 0                 | 0                 | 0                 | 0                | Carrière totaal: 15  | Carrière totaal: 15  | Carrière totaal: 15  |
| Statistieken per ondergrond                                                         |                   |                   |                   |                   |                   |                   |                   |                   |                   |                   |                   |                   |                  |                      |                      |                      |
| Hardcourt Gewonnen-Verloren                                                         | 0-0               | 10-7              | 16-13             | 36-15             | 27-14             | 21-15             | 8-6               | 27-12             | 12-4              | 19-12             | 14-12             | 9-14              | 16-15            | 10 / 144             | 215-139              |                      |
| Gravel Gewonnen-Verloren                                                            | 0-0               | 6-8               | 11-10             | 25-9              | 6-7               | 22-8              | 4-2               | 17-6              | 7-5               | 6-7               | 6-6               | 9-8               | 2-6              | 2 / 81               | 121-82               |                      |
| Gras Gewonnen-Verloren                                                              | 0-0               | 0-1               | 0-2               | 3-2               | 5-2               | 1-1               | 0-0               | 0-2               | 6-2               | 2-2               | 3-2               | 6-2               | 0-1              | 0 / 18               | 26-19                |                      |
| Tapijt Gewonnen-Verloren                                                            | 0-1               | 1-2               | 12-7              | 9-1               | 7-4               | 12-2              | 0-2               | 8-3               | 2-0               | 8-4               | 0-0               | 0-0               | 1-0              | 3 / 30               | 60-26                |                      |
| Totaal winst-verlies                                                                | 0-1               | 17-18             | 39-32             | 73-22             | 45-27             | 56-26             | 12-11             | 52-23             | 27-11             | 35-25             | 13-11             | 24-24             | 19-22            | 15/273               | 422-266              |                      |
| Eindejaarsranking                                                                   | 203               | 49                | 23                | 2                 | 11                | 3                 | 77                | 4                 | 12                | 26                | 58                | 29                | 61               | n.v.t.               |                      |                      |

### Dubbelspel, grand slam
| Toernooi        | 2000 | 2001 | 2002 | 2003 | 2004 | 2005 | 2006 | 2007 | 2008 | 2009 |
| --------------- | ---- | ---- | ---- | ---- | ---- | ---- | ---- | ---- | ---- | ---- |
| Australian Open | 1R   | –    | –    | –    | –    | –    | –    | –    | –    | 1R   |
| Roland Garros   | –    | 1R   | –    | –    | –    | –    | –    | –    | –    | –    |
| Wimbledon       | –    | 3R   | –    | –    | –    | –    | –    | –    | –    | –    |
| US Open         | –    | –    | –    | –    | –    | –    | –    | –    | –    | –    |